# Rhynchophorus palmarum
El gorgojo cigarrón (Rhynchophorus palmarum), también conocido como  casanga, catarrón y picudo negro de la palma, es una especie de coleóptero polífago de la familia Curculionidae originario de las zonas tropicales de América y actualmente distribuido mundialmente y considerado una plaga de cocoteros y palmeras, causa una perforación que inflama la zona, además es transmisor del nemátodo Bursaphelenchus cocophilus, que provoca la enfermedad del "anillo rojo" en los cocoteros. Son bastantes comunes en las zonas tropicales de América del Sur

## Características
Es de coloración negra metálica u opaca, a veces con visos rojizos; tiene surcos en los élitros. Adulto mide entre 26,6 y 53,3 mm de longitud y presenta dimorfismo sexual en las dimensiones de la prolongación de la probóscide o rostro, que en la hembra es larga, delgada y curvada y en el macho es de menor longitud, gruesa con una ligera curvatura distal.

## Historia natural
Su ciclo de vida es de 120 días: huevo 3,5 días, larva 60,5 días, pupa 16 días y adulto 42 días. La larva es muy esclerotizada, de color marrón oscuro, con piezas bucales masticatorias, entre las que se destaca un par de mandíbulas cónicas; sus segmentos abdominales presentan doble plegamiento dorsal y ventral para facilitar la tracción al reptar.

La larva conocida como chontacuro o suri, causa fuertes daños en las plantaciones de palma, sin embargo, es una fuente excelente de proteínas, vitaminas A, C y E y minerales, por lo que ha sido consumida por siglos como alimentos por las poblaciones nativas de la selva amazónica, que la recolectan en las palmas de los bosques, como Maximiliana maripa (cucurito), Jessenia bataua (seje) y Mauritia flexuosa (moriche o aguaje). En la medicina tradicional Ecuatoriana se utiliza para aliviar la tos y el asma.

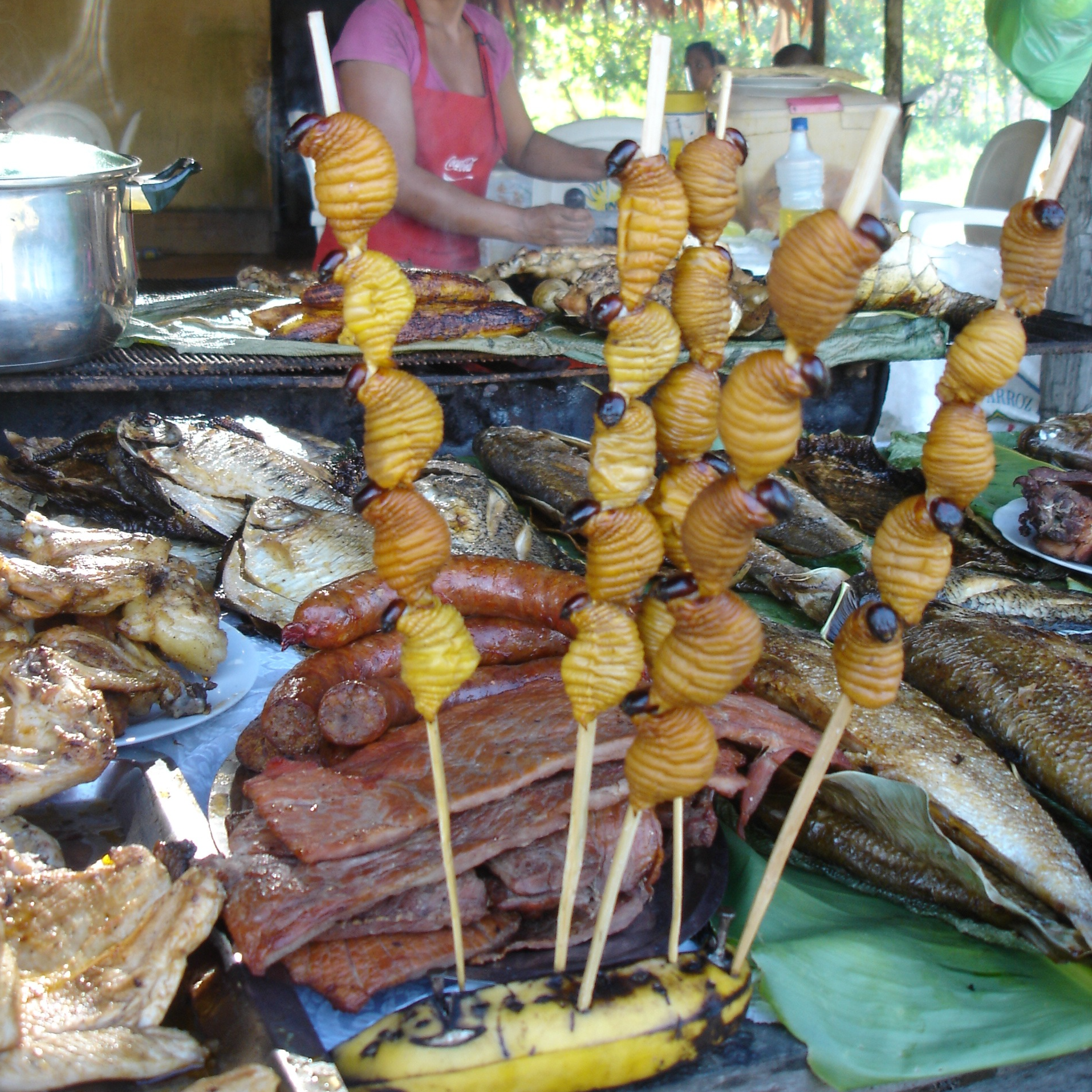
Anticucho de suri (Iquitos, Perú)
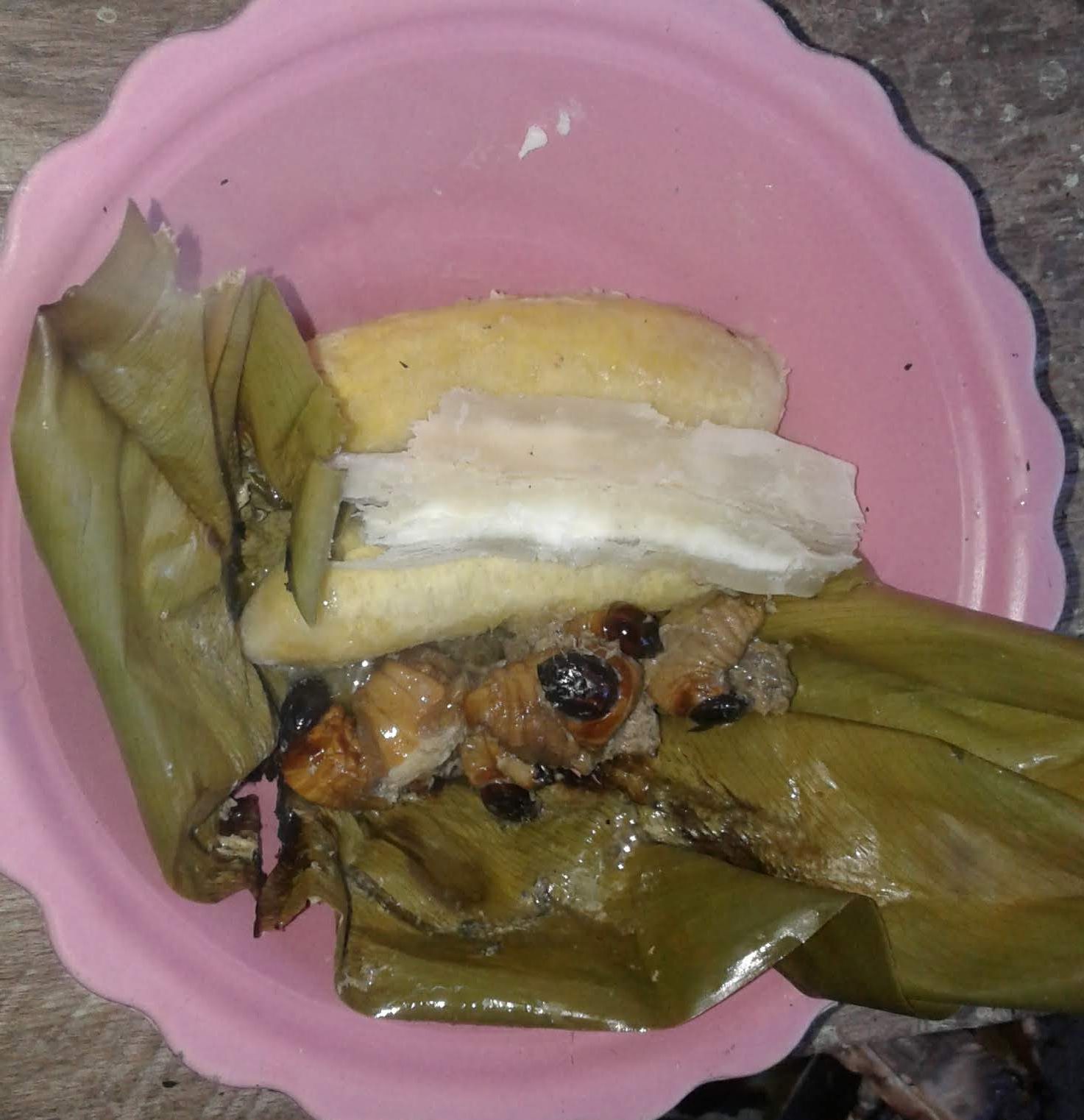
Maito de chontacuros